# HM Treasury
HM Treasury (kurz Treasury oder Her / His Majesty’s Treasury „Schatzamt Ihrer / Seiner Majestät“) ist das Finanz- und Wirtschaftsministerium des Vereinigten Königreichs. Behördenleiter ist der Schatzkanzler; derzeitige Amtsinhaberin ist Rachel Reeves.

## Geschichte

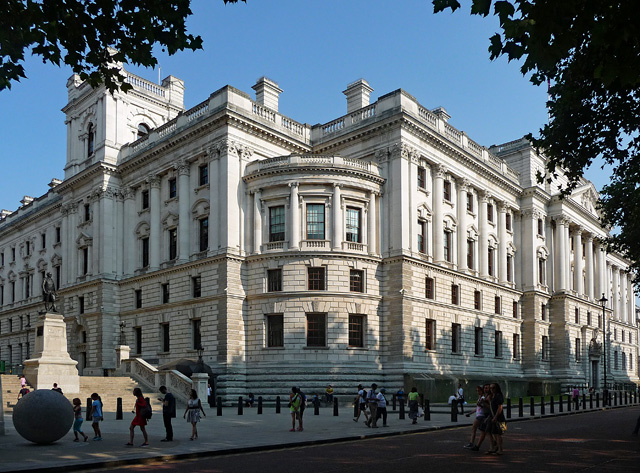
New Government Offices, Horse Guards Road

Das Ministerium führt seine Ursprünge auf das Königreich England zurück, das 927 entstanden war. Es wird auf das Jahr 1066 oder früher datiert. Ursprünglich war Treasury („Schatzkammer“) der Ort, an dem der König seine Schätze aufbewahrte. Der Leiter dieser Behörde wurde Lord Treasurer („Lordschatzmeister“) genannt. Mit dem Haus Tudor wurde der Lord Treasurer einer der wichtigsten Repräsentanten des Staats und konkurrierte mit dem Lordkanzler (Lord Chancellor) um den wichtigsten Rang. Im Jahr 1667 ernannte Karl II. Sir George Downing, den Erbauer der Downing Street, um das Schatzamt (Treasury) und die Besteuerung radikal zu reformieren.
Anfang des 16. Jahrhunderts wurde das Schatzamt häufiger einer Kommission statt einem einzelnen Amtsträger anvertraut. Ab 1714 wurden nur noch Kommissionen ernannt. Die Kommissionäre wurden als Lords of the Treasury bezeichnet und auf der Basis von Seniorität mit einer Ordnungszahl unterschieden (First Lord of the Treasury, Second Lord of the Treasury usw.). Schließlich betrachtete man den First Lord of the Treasury als den Regierungschef, und mit Robert Walpole wurde er zum inoffiziellen Premierminister. Vor 1827 trug der First Lord of the Treasury, wenn er dem House of Commons angehörte, den Titel Chancellor of the Exchequer („Schatzkanzler“); wenn er jedoch dem House of Lords angehörte, amtierte der Second Lord of the Treasury als Schatzkanzler. Ab 1827 war der Schatzkanzler immer der Second Lord of the Treasury.